# Wolfgang Schmid (Philologe)
Wolfgang Schmid (* 3. Juli 1913 in Moers; † 23. November 1980 in Bonn) war ein deutscher klassischer Philologe, der als Professor in Bonn wirkte (1950–1978).

## Leben
Schmid begann sein Studium der Klassischen Philologie 1932 in Heidelberg, wo ihn der Seneca- und Lukrezspezialist Otto Regenbogen beeinflusste. 1933 wechselte er nach Bonn, wo ihn der Gräzist und Papyrologe Christian Jensen in sein Arbeitsfeld einführte: die herculanensischen Papyri, mit denen sich Schmid sein Leben lang beschäftigte. Er schloss sein Studium in Köln bei Günther Jachmann ab, der sich auf die römische Komödie und die Überlieferungsgeschichte der antiken und spätantiken Texte spezialisiert hatte. Nach dem Examen (1936) arbeitete Schmid ein Jahr lang als Wissenschaftlicher Mitarbeiter am Thesaurus Linguae Latinae in München. 1937 wurde er in Bonn mit der 1939 gedruckten Dissertation Ethica Epicurea promoviert. Anschließend arbeitete er von 1938 bis 1939 als Lektor in Köln, bevor er bei Ausbruch des Zweiten Weltkrieges ins Heer eingezogen wurde.
1933 trat Schmid der NSDAP und der SA bei; aus der SA trat er im März 1935 aus. Nachdem Schmid 1940 krankheitshalber vom Kriegsdienst freigestellt worden war, konnte er seine akademische Laufbahn fortsetzen. 1941 ging er als Wissenschaftlicher Mitarbeiter an die Kirchenväterkommission der Preußischen Akademie der Wissenschaften, die damals von Hans Lietzmann geleitet wurde.
In Berlin arbeitete Schmid an seiner Habilitationsschrift, in der er die Textüberlieferung der Apologie des Justinus untersuchte. Mit dieser Arbeit habilitierte sich Schmid am 25. August 1942 in Hamburg. Anschließend wirkte er in Hamburg sowie vertretungsweise in Kiel als Dozent, bis er 1943 erneut zum Kriegsdienst einberufen wurde. 1946, nach der Rückkehr aus der Kriegsgefangenschaft, ging Schmid als Assistent zu seinem Lehrer Jachmann in Köln, wo er am 27. April 1949 zum außerordentlichen Professor ernannt wurde. Zum 1. Januar 1950 erhielt er einen Ruf auf den latinistischen Lehrstuhl der Universität Bonn, wo er bis zu seiner Emeritierung 1978 wirkte. 1960/61 war er am Institute for Advanced Study in Princeton. Im akademischen Jahr 1964/1965 war er Dekan der Philosophischen Fakultät. Einen Ruf der Universität Tübingen (1965) lehnte er ab. Von 1966 bis 1970 war er Erster Vorsitzender der Mommsen-Gesellschaft, von 1974 bis 1979 Vizepräsident, ab 1979 Präsident der Fédération Internationale des Associations d’Études Classiques (FIEC).
Schmid beschäftigte sich seit seinen Bonner Studienjahren mit der epikureischen Philosophie. In seiner Dissertation leistete er einen wichtigen Beitrag zur Textherstellung und Erklärung der sogenannten „epikureischen Ethica“, einer anonymen Schrift aus der Villa dei Papiri. Ihren Autor sah er, wie schon zuvor Wilhelm Crönert, in Philodemos von Gadara, einem Epikureer des 1. Jahrhunderts v. Chr. Auch mit dem Lehrgedicht De rerum natura und der Rezeption des Dichters Lukrez beschäftigte er sich eingehend. Seine Arbeiten zur christlichen Apologetik bedeuteten einen großen Fortschritt. Seine Verdienste um die herculanensischen Papyri wurden 1977 mit der Ernennung zum korrespondierenden Mitglied der Accademia Pontaniana in Neapel anerkannt.
Besonders seine Schriften zum Text der Apologie des Justinus machte den bisher unbearbeiteten Text endlich für Forscher lesbar. Neben diesen philologischen Verdiensten stellte Schmid die Einflüsse des Epikureismus auf die christliche Theologie dar, besonders im Bereich der Mythenkritik.
In seinen Bonner Jahren war Schmid von 1954 bis 1970 Mitglied der Redaktion des Philologus, zuletzt als erster Herausgeber. Ein Verzeichnis seiner Schriften und angeregten Dissertation legten Christian Gnilka und Willy Schetter in den Studien zur Literatur der Spätantike (Antiquitas Reihe 1, 23, Bonn 1975, S. 219–226) vor. Nachträge dazu finden sich im Gnomon 53 (1981), S. 810 Anm. 1.
Er ist der Vater des Mathematikers Wilfried Schmid.